# Аладдин Махмуд II Шах
Аладдин Махмуд II Шах (индон. Alauddin Mahmud Syah II; ум. 28 января 1874, Луэнг-Бата, Султанат Ачех) — правитель султаната Ачех на севере острова Суматра. Правил с 1870 по 1874 год. Последний султан Ачеха до колониального вторжения.

## Биография
Место и время рождения Махмуда II Шаха неизвестны. Он был сыном султана Аладдина Сулеймана Али Искандера Шаха (ум. 1857) от простолюдинки. В 1870 году, после смерти великого дяди (брата деда), Аладдина Ибрагима Мансура Шаха, не оставившего наследников-сыновей, несовершеннолетний Махмуд II Шах стал новым султаном Ачеха. Он сочетался браком с Покут Меуре Аван, назначив её главной женой. Советниками при юном султане были Мухаммад Тибанг и араб Хабиб Абдуррахман Ас-Захир. Последний пользовался протекцией покойного султана, который назначил его регентом при молодом преемнике. Оба советника придерживались противоположных мнений. Хабиб Абдуррахман настаивал на контактах с нидерландской колониальной администрацией, чтобы султанат не оставался изолированным от мира. Мухаммад Тибанг был против любого компромисса, посягавшего на независимый статус султаната, который обеспечивал англо-голландский договор 1824 года.
Однако с открытием в 1869 году Суэцкого канала важность Малаккского пролива значительно повысилась, и голландцы стали стремиться к контролю над всей Суматрой, чтобы обеспечить своё доминирование в регионе. Их переговоры с англичанами продолжались до 2 ноября 1871 года, когда стороны подписали окончательное соглашение по ряду вопросов. Нидерланды сняли ограничения для Великобритании на торговлю в Нидерландской Индии. В Африке голландцы уступили англичанам Нидерландскую Гвинею, взамен получив полную свободу действий для расширения своих владений на севере Суматры. Таким образом, гарантии Лондонского договора от 1824 года обеспечивавшие независимость Ачеха, утратили своё действие. По ещё одному договору голландцы получили право нанимать наёмных рабочих из Британской Индии для Нидерландской Гвианы.
После того, как стороны договорились, Нидерланды усилили дипломатическое давление на двор в Ачехе. В мае 1872 года эмиссар правительства Нидерландов, офицер Крайенхофф, посетил Ачех, чтобы встретиться с султаном, но ему отказали в аудиенции из-за отсутствия при дворе советника Хабиба Абдуррахмана. Вскоре после этого Махмуд II Шах поручил Хабибу Абдуррахману заручиться политической поддержкой Османской империи, правитель которой всё ещё почитался ачехцами как Повелитель правоверных. Тем временем другой советник, Мухаммад Тибанг, отправился в Риау, где попросил нидерландскую колониальную администрацию отложить переговоры на шесть месяцев. Просьба советника была удовлетворена. Таким образом, двор в Ачехе пытался выиграть время, ожидая поддержки со стороны Османской империи. Через два месяца Мухаммад Тибанг вернулся в Ачех на нидерландском корабле «Марникс». По дороге он заехал в Сингапур, где вступил в тайные переговоры с американским и итальянским консулами. Правительства Италии и США официально не участвовали в переговорах, но когда о них стало известно голландцам, те забеспокоились. Перспектива присутствия на Суматре колоний других стран шла вразрез с колониальной политикой Нидерландов. Участие Османской империи казалось им меньшей проблемой. Хотя Хабибу Абдуррахману удалось заручиться поддержкой сторонников при дворе в Стамбуле, турки не обладали достаточными ресурсами для того, чтобы противостоять голландцам на Суматре.
Джеймс Лаудон, генерал-губернатор Нидерландской Индии, решил выдвинуть ультиматум султану Ачеха, который должен был или согласиться с присутствием в султанате голландцев, или готовиться к войне. Он не отказался от своего решения даже после того, когда выяснилось, что Махмуд II Шах не имел отношения к переговорам в Сингапуре. В марте 1873 года голландцы отправили в Ачех эмиссара правительства Нидерландов Ф. Н. Ньювенхейзена, который передал ачехцам ультиматум генерал-губернатора. Ответ двора в Ачехе был уклончивым, и 26 марта голландская колониальная администрация объявила султанату войну. Начавшийся конфликт длился сорок лет. В марте 1873 года к берегам султаната прибыла первая эскадра голландцев с 3000 военными под командованием генерал-майора Й. Х. Р. Кёлера. Голландцы высадились на побережье у столицы султаната и взяли Большую мечеть Байтуррахмана. Однако их попытка занять дворец султана провалилась. Во время военной кампании был убит генерал-майор Кёлер. Корпус голландцев вернулся на Яву в апреле того же года, потерпев полную неудачу. Вторая экспедиция под командованием Яна ван Свитена, с почти вдвое большим числом военных, высадилась на побережье в декабре 1873 года. На этот раз голландцы хорошо подготовились. 6 января 1874 года они снова взяли мечеть, а 24 января заняли дворец. Махмуд II Шах, страдавший от холеры, был вывезен из дворца ещё 15 января и доставлен в Луэнг-Бата, где вскоре умер 28 января 1874 года. Падение столицы султаната не положило конец войне. В следующем году новым султаном Ачеха стал Аладдин Мухаммад II Дауд Шах, который продолжал оказывать сопротивление захватчикам до 1903 года.